# Emil Johann Lambert Heinricher
Emil Johann Lambert Heinricher (Liubliana, 14 de noviembre de 1856 - Innsbruck, 13 de julio de 1934) fue un botánico austríaco.
Fue un destacado especialista en Cactaceae. Colectó flora de España, Portugal, Austria, y Hungría.

## Biografía
En 1879, recibió el doctorado por la Universidad de Graz, donde después de graduarse, trabajó como asistente del botánico Hubert Leitgeb. En 1889 se convirtió en profesor asociado de la botánica, seguido de una cátedra en la Universidad de Innsbruck en 1891. Mientras en Innsbruck, creó un nuevo jardín botánico en la cercana Hötting.
A través del apoyo de la Academia Austríaca de Ciencias, participó en un viaje de estudios a Java (1903-1904). Una vez allí, pasó un tiempo trabajando en el Jardín Botánico de Buitenzorg (ahora Bogor Botanical Gardens).
Es conocido por sus investigaciones relacionadas con la morfología, la historia del desarrollo, la ecología y la fisiología de parásitos de espermatófitas. Realizó estudios detallados de Lathraea y de especies de muérdago, incluidas las investigaciones de la inmunidad del peral en cuanto al muérdago.
Fue pródigo en identificaciones y nombramientos de nuevas especies y variedades: 3.482, publicándolas habitualmente en: Oesterr. Bot. Z.

## Algunas publicaciones
- Was alles aus der Nachkommenschaft einer Pflanze hervorgehen kann(Studien zur Art- u. Formbildg an Kulturen von Primula kewensis, 1925–1933). Berlín: Akad. d. Wissenschaften, 1934.
- Geschichte des Botanischen Gartens der Universität Innsbruck. Jena: Fischer, 1934.
- Monographie der Gattung Lathraea. Jena: Fischer, 1931.
- Untersuchungen über die Nachkommenschaft der Primula Kewensis und ihre Vielgestaltigkeit [Aus d. botan. Institut d. Universität Innsbruck]. Viena: Hölder-Pichler-Tempsky, A. G., 1930.
- Selektionsversuche mit atavistischer Iris 1880-1927. Jena: G. Fischer, 1928.
- Die Sexualitätsverhältnisse und die Rassen der Kaiserkrone (Fritillaria imperialis L.) Aus d. Botan. Institut d. Univ. Innsbruck . Wien: Hölder-Pichler-Tempsky, A.G [Abt.:] Akad. d. Wiss. 1928.
- Viehweide, ein am Formwechsel und an der Artbildung bei Pflanzen mitwirkender Faktor : Centaurea jacea L. var. pygmaea ein Beispiel hierfür. Wien: Hölder-Pichler-Tempsky, A.G., 1925.
- Die Schlafbewegungen der Blütenkörbchen von Dimorphoteca pluvialis (L.) Moench Wien: Hölder-Pichler-Tempsky A. G., 1924.
- Das Absorptionssystem der Wacholdermistel (Arceuthobium oxycedri M.Bieb.) mit besonderer Berücksichtigung seiner Entwicklung und Leistung. Wien: Hölder-Pichler-Tempsky, 1923.
- Ueber den Mangel einer durch innere Bedingungen bewirkten Ruheperiode bei den Samen der Mistel (Viscum album L.). Wien: Höder, 1916.
- Die Keimung und Entwicklungsgeschichte der Wacholdermistel, Arceuthobium Oxycedri, auf Grund durchgeführter Kulturen geschildert Wien: Hölder, 1915.
- Beiträge zur Biologie der Zwergmistel, Arceuthobium Oxycedri, bes. zur Kenntnis d. anatom. Baues u. d. Mechanik ihrer explosiven Beeren. Wien: Hölder, 1915.
- Das neue botanische Institut der Universität Innsbruck. Jena: Fischer, 1914.
- Untersuchungen über Lilium bulbiferum L. Lilium croceum Chaix und den gezüchteten Bastard Lilium sp. x Lilium croceum Chaix. Viena Hölder, 1914.
- Bei der Kultur von Misteln beobachtete Korrelationserscheinungen und die das Wachstum der Mistel begleitenden Krümmungsbewegungen. Wien: Hölder, 1913.
- Die Aufzucht und Kultur der parasitischen Samenpflanzen. Jena: Fischer, 1910.
- Heinricher; Pflanzenbiologische Gruppen. Botanisches Centralblatt, 1896.
- Biologische Studien an der Gattung Lathraea. Berlín, 1893.